# Marañón (labdarúgó)
Marañón, polgári nevén Rafael Carlos Pérez González (Olite, 1948. július 23. –) spanyol válogatott labdarúgó, csatár.
A spanyol élvonalban 13 éven át szerepelt, 308 mérkőzésen 116 gólt szerzett. Négyszer volt válogatott, részt vett az 1978-as világbajnokságon.

## Pályafutása
19 évesen került a Real Madrid ifjúsági csapatához, majd egy évvel később a felnőtt keretbe is bekerült. Az első két évben még kölcsönadta csapata másodosztályú klubokhoz, ahol jól teljesített, majd 1970-től már rendszeresen a Real keretébe tartozott. Kevés lehetőséget kapott azonban a klubnál, még az 1973–74-es bajnokságban is csak 19-szer játszott, így az idény végén csapatot váltott. 
Az RCD Espanyol csapatánál is nehezen indult be karrierje, de végül a klub meghatározó játékosává vált, csapatkapitány is volt, nemzetközi mérkőzéseket is játszott.
35 évesen hagyta el a katalán csapatot és a közeli CE Sabadell FC-hez igazolt, a klubbal 1984-ben feljutottak a másodosztályba. két évvel később fejezte be aktív pályafutását. Az Espanyolnál szerzett 111 gólja sokáig klubrekord volt, 2007-ben Raúl Tamudo döntötte azt meg.
Az 1976–77-es bajnokságban 22 góljával második lett a góllövőlistán a valenciai Mario Kempes mögött, 1977 márciusában debütált is a válogatottban a március 27-én Alicantéban lejátszott mérkőzésen a spanyolok Magyarországgal játszottak 1–1-es döntetlent. Az 1978-as világbajnokság spanyol keretébe is bekerült, de a vb-n nem lépett pályára.

## Sikerei, díjai
Sporting Gijón
- Segunda División: 1969–70

Real Madrid
- La Liga: 1971–72
- Copa del Generalísimo: 1973–74

Sabadell
- Segunda División B: 1983–84